# Verpulus ramosus
Verpulus ramosus is een hooiwagen uit de familie Sclerosomatidae.